# Kennelhoest

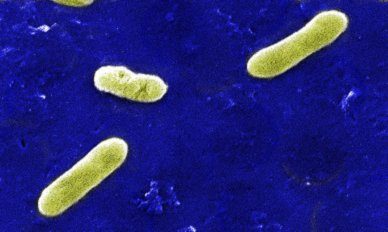
Veroorzaker bordetella bronchiseptica

Kennelhoest (Kennelkuch) of infectieuze tracheobronchitis is een besmettelijke ontsteking van de voorste luchtwegen van honden. De ziekte kan veroorzaakt worden door een bacterie of een aantal virussen, ook in combinatie. De meest voorkomende verwekkers van kennelhoest zijn het para-influenzavirus en de bacterie bordetella bronchiseptica, die ook katten kan besmetten. Andere verwekkers zijn onder andere canine adenovirus en reovirus. Ook stress en hygiëne kunnen een rol spelen. Besmetting door een andere hond vindt plaats door aan elkaar te snuffelen of door de lucht. Honden die ingeënt zijn kunnen toch kennelhoest krijgen maar meestal in minder ernstige mate.
Een besmette hond vertoont een droge schraaphoest. In de meeste gevallen is er sprake van een milde vorm die vanzelf weer over gaat. In ernstige gevallen kan er ook een longontsteking optreden. Het is van belang tijdig een dierenarts te raadplegen. Een tuigje in plaats van een halsband kan de druk op de luchtpijp verminderen.
Kennelhoest komt niet alleen in kennels voor maar wordt daar wel gemakkelijk verspreid. Er zijn daar veel honden, die vaak in stress zijn en veel blaffen waardoor de luchtwegen geïrriteerd raken en dus bevattelijker zijn voor besmetting. Veel dierenpensions eisen een kennelhoestvaccinatie voor toelating.

## Geneesmiddelen
Doxycycline is een antibioticum dat veel gebruikt wordt bij velerlei infecties. Dierenartsen gebruiken dit geneesmiddel om onder andere infecties te bestrijden met de bacterie Bordetella bronchiseptica, die kennelhoest bij honden veroorzaakt en diverse secundaire bacteriële infecties bij besmetting met niesziekte bij de kat.
Kennelhoest is echter een infectie van de voorste luchtwegen die zowel door virussen als bacteriën wordt veroorzaakt. De kennelhoestinfectie wordt veroorzaakt door een combinatie van verschillende virussen en een bacterie. De virussen die hierin een rol kunnen spelen zijn onder andere parainfluenza, canine adenovirus (type 1 en 2). Bordetella bronchiseptica is de bacterie die kennelhoest kan veroorzaken. Het is een zeer besmettelijke ziekte maar meestal niet levensbedreigend.
In milde gevallen kan het lichaam zelf de infectie bestrijden en zijn ondersteunende maatregelen als slijmoplossers, hoestremmers en een tuig in plaats van een halsband voldoende.